# Campolattaro
Campolattaro község (comune) Olaszország Campania régiójában, Benevento megyében.

## Fekvése
A megye részén fekszik, 60 km-re északkeletre Nápolytól, 15 km-re északra a megyeszékhelytől. Határai: Casalduni, Circello, Fragneto l’Abate, Fragneto Monforte, Morcone és Pontelandolfo.

## Története
A település őse egy ókori szamnisz település volt, amelyet a 9. században a szaracénok pusztítottak el. A 12. században alapították újra. A következő századokban nemesi birtok volt. A 19. században nyerte el önállóságát, amikor a Nápolyi Királyságban felszámolták a feudalizmust.

## Népessége
A népesség számának alakulása:

## Főbb látnivalói
- Castello (a település középkori vára)
- Maria Santissima del Canale-templom
- San Sebastiano-templom
- Santissimo Salvatore-templom